# توبيلو (مسيسيبي)
توبيلو (بالإنجليزية: Tupelo, Mississippi)‏ هي مدينة تقع في الولايات المتحدة في Lee County. يقدر عدد سكانها بـ 35,490 نسمة ومساحتها 133.2 كم2 وترتفع عن سطح البحر 85 متر.

## المناخ
يظهر الجدول التالي التغييرات المناخية على مدار السنة لتوبيلو:
| البيانات المناخية لـتوبيلو          | البيانات المناخية لـتوبيلو | البيانات المناخية لـتوبيلو | البيانات المناخية لـتوبيلو | البيانات المناخية لـتوبيلو | البيانات المناخية لـتوبيلو | البيانات المناخية لـتوبيلو | البيانات المناخية لـتوبيلو | البيانات المناخية لـتوبيلو | البيانات المناخية لـتوبيلو | البيانات المناخية لـتوبيلو | البيانات المناخية لـتوبيلو | البيانات المناخية لـتوبيلو | البيانات المناخية لـتوبيلو |
| الشهر                               | يناير                      | فبراير                     | مارس                       | أبريل                      | مايو                       | يونيو                      | يوليو                      | أغسطس                      | سبتمبر                     | أكتوبر                     | نوفمبر                     | ديسمبر                     | المعدل السنوي              |
| ----------------------------------- | -------------------------- | -------------------------- | -------------------------- | -------------------------- | -------------------------- | -------------------------- | -------------------------- | -------------------------- | -------------------------- | -------------------------- | -------------------------- | -------------------------- | -------------------------- |
| الدرجة القصوى °ف (°م)               | 80 (27)                    | 84 (29)                    | 89 (32)                    | 93 (34)                    | 100 (38)                   | 108 (42)                   | 109 (43)                   | 108 (42)                   | 104 (40)                   | 96 (36)                    | 88 (31)                    | 81 (27)                    | 109 (43)                   |
| الحد الأقصى المتوسط °ف (°م)         | 69.9 (21.1)                | 74.7 (23.7)                | 81.3 (27.4)                | 86.1 (30.1)                | 90.6 (32.6)                | 95.4 (35.2)                | 97.7 (36.5)                | 98.1 (36.7)                | 94.5 (34.7)                | 87.5 (30.8)                | 79.5 (26.4)                | 71.0 (21.7)                | 99.5 (37.5)                |
| متوسط درجة الحرارة الكبرى °ف (°م)   | 51.7 (10.9)                | 56.6 (13.7)                | 65.5 (18.6)                | 74.1 (23.4)                | 81.8 (27.7)                | 88.7 (31.5)                | 91.7 (33.2)                | 91.5 (33.1)                | 85.5 (29.7)                | 75.3 (24.1)                | 64.1 (17.8)                | 53.8 (12.1)                | 73.4 (23.0)                |
| متوسط درجة الحرارة الصغرى °ف (°م)   | 31.7 (−0.2)                | 35.3 (1.8)                 | 42.5 (5.8)                 | 50.2 (10.1)                | 59.6 (15.3)                | 67.6 (19.8)                | 71.2 (21.8)                | 70.1 (21.2)                | 62.8 (17.1)                | 50.8 (10.4)                | 41.7 (5.4)                 | 34.3 (1.3)                 | 51.5 (10.8)                |
| الحد الأدنى المتوسط °ف (°م)         | 14.2 (−9.9)                | 18.3 (−7.6)                | 25.8 (−3.4)                | 33.7 (0.9)                 | 45.4 (7.4)                 | 56.0 (13.3)                | 62.5 (16.9)                | 61.3 (16.3)                | 46.8 (8.2)                 | 34.5 (1.4)                 | 25.7 (−3.5)                | 17.3 (−8.2)                | 11.6 (−11.3)               |
| أدنى درجة حرارة °ف (°م)             | −14 (−26)                  | −3 (−19)                   | 7 (−14)                    | 23 (−5)                    | 30 (−1)                    | 43 (6)                     | 50 (10)                    | 51 (11)                    | 35 (2)                     | 24 (−4)                    | 8 (−13)                    | −3 (−19)                   | −14 (−26)                  |
| الهطول إنش (مم)                     | 4.48 (114)                 | 4.96 (126)                 | 4.82 (122)                 | 4.78 (121)                 | 5.56 (141)                 | 4.52 (115)                 | 3.90 (99)                  | 3.45 (88)                  | 3.44 (87)                  | 4.12 (105)                 | 4.70 (119)                 | 6.28 (160)                 | 55.01 (1٬397)              |
| متوسط تساقط الثلوج إنش (سم)         | 0.9 (2.3)                  | 0.6 (1.5)                  | 0.3 (0.76)                 | 0 (0)                      | 0 (0)                      | 0 (0)                      | 0 (0)                      | 0 (0)                      | 0 (0)                      | 0 (0)                      | 0.0 (0.0)                  | 0.3 (0.76)                 | 2.1 (5.32)                 |
| متوسط أيام هطول الأمطار (≥ 0.01 in) | 10.0                       | 10.1                       | 10.1                       | 9.5                        | 10.6                       | 9.8                        | 9.0                        | 7.5                        | 6.5                        | 7.6                        | 9.0                        | 10.6                       | 110.3                      |
| متوسط الأيام المثلجة (≥ 0.1 in)     | 0.9                        | 0.7                        | 0.3                        | 0                          | 0                          | 0                          | 0                          | 0                          | 0                          | 0                          | 0                          | 0.5                        | 2.4                        |
| المصدر: NOAA                        |                            |                            |                            |                            |                            |                            |                            |                            |                            |                            |                            |                            |                            |

## أعلام
- أندي ريس
- إلفيس بريسلي
- ألي غرانت
- جون ميريت
- بوب هاريس
- ديبلو
- جون إي. رانكين
- تان وايت
- إيتا زوبر فالكونر
- جون ميلز ألين